# عبد العزيز بن حمين الحمين
عبد العزيز بن حمين الحمين (21 مايو 1964) رئيس سابق لهيئة الأمر بالمعروف والنهي عن المنكر.

## التعليم
متخرج من كلية الشريعة بالرياض عام 1407 - جامعة الإمام محمد بن سعود الإسلامية

## العمل الوظيفي
- الرئيس العام لهيئة الأمر بالمعروف والنهي عن المنكر من 19/2/1430 حتى 19 / 2 / 1433

٭ يعمل مستشار متفرغ بالديوان الملكي من 28/7/1427 حتى تاريخه
٭ عمل رئيساً بالمحكمة العامة بمحافظة الرس من 12/5/1415 حتى 82/7/7241
٭ عمل قاضياً بالمحكمة العامة بمحافظة العلا من 12/10/1411
٭ عمل ملازماً قضائياً من 1/1/1408

## أعمال أخرى
- أميناً عاماً للجنة الإسكان التنموي بمنطقة القصيم
- عضواً باللجنة العليا بمكتب البحوث والدراسات
- رئيساً للجمعية الخيرية لتحفيظ القرآن الكريم بمحافظة الرس
- رئيساً لجمعية البر الخيرية بمحافظة الرس
- رئيساً لمجلس إدارة مركز التآخي لرعاية المسنين بمحافظة الرس.

وشارك في المجال الخيريّ؛ حيث رأس مجالس إدارة جمعيّات تحفيظ القرآن الكريم في العلا والرّسّ وجمعية البر الخيرية ومركز التآخي لرعاية المسنين بمحافظة الرس. وتولّى الأمانة العامّة للجنة الإسكان التنموي في منطقة القصيم. وعضويّة مجلس أمناء مؤسسة مكة المكرمة الخيرية التّابعة لرابطة العالم الإسلامي.
وقال عنه علي بن صالح العايد مدير جمعية البر الخيرية بمحافظة الرس : عرفه الصغير والكبير، وحاز على محبة الجميع لما يتميز به من دماثة الأخلاق وحسن السمت، ولما قدمه لهذه المحافظة من خير عميم أجراه الله على يديه وكان سبباً في وجوده، استفادت منه جل قطاعات المحافظة ولاسيما الجهات الخيرية فيها، وعلى رأسها جمعية البر الخيرية في المحافظة، والتي حظيت منه برعاية أبوية ونهر متدفق من العطاء المنقطع النظير، فطوال تواجده في المحافظة على مدار اثني عشر عاماً، وهو يسوق لها من الخير ما الله به عليم، وإذا كان الجميع يرى بأم عينه تلك الأوقاف التي أصبحت واجهات حضارية للمحافظة، فإننا قد رأينا ما خفي على الناس ولم يخفَ على الله عز وجل من بذل سد حاجات بيوت وأسر لا يعلم حالها إلا الله، فكم من أسرة أسكنت داراً على يديه، وكم من سجين أخرج من السجن بعد أن سدد ما عليه، وكم من مريض عولج وشفي بفضل الله ثم بشفاعته ودعمه، وكم من مكروب فرج عنه بوقفة إنسانية وقفها فضيلته وشفاعة حسنة قدمها، وكم وكم، وإذا كانت ميزانيات جمعية البر قد قفزت على يديه ثلاثة أضعاف أو يزيد فقد قفزت معها المحافظة بأسرها عدة قفزات لا ينساها كل من كان محباً ومنصفاً، فقد كان الشيخ فيها كالغيث أينما حل نفع، تقبل الله منا ومنه، وشكر الله سعيه، وبارك له في عمره وماله وولده.

## وصلات داخلية
هيئة الأمر بالمعروف والنهي عن المنكر

## روابط خارجية
هيئة الأمر بالمعروف والنهي عن المنكر نسخة محفوظة 22 أكتوبر 2017 على موقع واي باك مشين.